# گمینا خاینووکا
گمینا خاینووکا (به لهستانی:  Gmina Hajnówka) یک گمینا در لهستان است که در شهرستان خاینووکا واقع شده‌است. گمینا خاینووکا ۲۹۳٫۱۵ کیلومتر مربع مساحت و ۴٬۲۷۳ نفر جمعیت دارد.